# Кальненська сільська рада (Козівський район)
Кальне́нська сільська́ ра́да — адміністративно-територіальна одиниця та орган місцевого самоврядування в Козівському районі Тернопільської області. Адміністративний центр — село Кальне.

## Загальні відомості
- Територія ради: 0,338 км²
- Населення ради: 1 527 осіб (станом на 2001 рік)
- Територією ради протікає річка Коропець

## Населені пункти
Сільській раді були підпорядковані населені пункти:
- с. Кальне
- с. Будова
- с. Маковисько

## Склад ради
Рада складалася з 20 депутатів та голови.
- Голова ради: Гіджак Ігор Стефанович
- Секретар ради: Данилів Марія Степанівна

### Керівний склад попередніх скликань
| Прізвище, ім'я, по батькові | Основні відомості                                                         | Дата обрання | Дата звільнення |
| --------------------------- | ------------------------------------------------------------------------- | ------------ | --------------- |
| Бабій Павло Пилипович       | Сільський голова, 1955 року народження, член Демократичної партії України | 26.03.2006   | 31.10.2010      |
| Гіджак Ігор Стефанович      | Сільський голова, 1972 року народження, освіта вища, безпартійний         | 31.10.2010   |                 |

Примітка: таблиця складена за даними сайту Верховної Ради України

### Депутати
За результатами місцевих виборів 2010 року депутатами ради стали:

#### За суб'єктами висування
| Суб'єкт висування | Кількість обраних депутатів | %   |
| ----------------- | --------------------------- | --- |
| Самовисування     | 20                          | 100 |

#### За округами
| № округу | Прізвище, ім'я, по батькові        | Дата визнання обраним | Освіта             | Партійна приналежність | Відомості про обраного депутата            |
| -------- | ---------------------------------- | --------------------- | ------------------ | ---------------------- | ------------------------------------------ |
| 1        | Кондрат Мирослава Михайлівна       | 01.11.2010            | вища               | позапартійна           | тимчасово не працює                        |
| 2        | Стефанишин Василь Володимирович    | 01.11.2010            | незакінчена вища   | позапартійний          | ТНЄУ, студент                              |
| 3        | Стефанів Любомир Михайлович        | 01.11.2010            | середня спеціальна | позапартійний          | Тернопільське ВПТУ-4, студент              |
| 4        | Бригадир Володимир Ігорович        | 24.02.2013            | середня спеціальна | позапартійний          | Підгаєцький медичний коледж, студент       |
| 5        | Чижевський Олександр Володимирович | 01.11.2010            | незакінчена вища   | позапартійний          | Тернопільський НТУ, студент                |
| 6        | Чижевський Михайло Володимирович   | 04.04.2011            | вища               | позапартійний          | тимчасово не працює                        |
| 7        | Смишнюк Михайло Степанович         | 01.11.2010            | середня спеціальна | позапартійний          | Тернопільське музичне училище, студент     |
| 8        | Качерай Василь Миколайович         | 16.11.2014            | незакінчена вища   | позапартійний          | ТТНУ ім. І.Пулюя, студент                  |
| 9        | Данилів Марія Степанівна           | 01.11.2010            | вища               | позапартійна           | Кальненська сільська рада, секретар        |
| 10       | Стефанів Михайло Миколайович       | 01.11.2010            | незакінчена вища   | позапартійний          | Бережанський АТІ, студент                  |
| 11       | Кінаш Богдан Петрович              | 03.01.2011            | середня            | позапартійний          | Тернопільське ВПТУ № 4, студент            |
| 12       | Сабада Руслан Володимирович        | 24.02.2013            | середня спеціальна | позапартійний          | тимчасово не працює                        |
| 13       | Губіцький Дмитро Іванович          | 25.03.2012            | вища               | позапартійний          | тимчасово не працює                        |
| 14       | Данилів Василь Олександрович       | 16.11.2014            | незакінчена вища   | позапартійний          | Кальненська ЗОШ I–III ст., вчитель         |
| 15       | Хом'як Василь Богданович           | 16.11.2014            | середня спеціальна | позапартійний          | тимчасово не працює                        |
| 16       | Ящик Петро Григорович              | 01.11.2010            | середня            | позапартійний          | Тернопільське ВПТУ-4, студент              |
| 17       | Лупиніс Микола Ярославович         | 01.11.2010            | середня спеціальна | позапартійний          | Кальненська загальноосвітня школа, вчитель |
| 18       | Брик Іван Зіновійович              | 01.11.2010            | середня спеціальна | позапартійний          | тимчасово не працює                        |
| 19       | Дидик Віталій Іванович             | 07.08.2011            | середня            | позапартійний          | тимчасово не працює                        |
| 20       | Кудлач Богдан Петрович             | 04.04.2011            | середня            | позапартійний          | студент                                    |